# Liste der Monuments historiques in Cabanac-et-Villagrains
Die Liste der Monuments historiques in Cabanac-et-Villagrains führt die Monuments historiques in der französischen Gemeinde Cabanac-et-Villagrains auf.

## Liste der Objekte
| Bezeichnung                | Beschreibung                              | Standort                                             | Kennzeichnung | Schutzstatus | Datum | Bild |
| -------------------------- | ----------------------------------------- | ---------------------------------------------------- | ------------- | ------------ | ----- | ---- |
| Glocke                     | Bronze, 1544 gegossen                     | in der Kirche St-Jean-Baptiste in Villagrains (Lage) | PM33000412    | Classé       | 1942  |      |
| Skulptur Christus am Kreuz | Holz, bemalt, 15. Jahrhundert             | in der Kirche St-Jean-Baptiste Villagrains (Lage)    | PM33002273    | Inscrit      | 1981  |      |
| Skulpturengruppe Pietà     | Stein, polychrom gefasst, 16. Jahrhundert | in der Kirche St-Jean-Baptiste in Villagrains (Lage) | PM33001502    | Inscrit      | 1981  |      |